# Torre de Marte
La Torre de Marte (en francés: Tour de Mars) es un rascacielos residencial situado en el distrito Front-de-Seine, en el XV distrito de París, en Francia.

## Anécdota
En una tormenta en diciembre de 1999, una cabina telefónica en la losa peatonal del barrio, en el segundo piso, golpeó el sexto piso de dicha torre.

### Artículos relacionados
- Rascacielos
- Lista de los edificios más altos de Île-de-France